# Joaquin Szuchman
Joaquin Szuchman (Concordia, Argentina, 29 de enero de 1995) es un jugador de baloncesto israelí nacido en la Argentina que pertenece a la plantilla del Hapoel Be'er Sheva B.C. de la Ligat ha'Al de Israel. Con 1,91 metros de estatura, juega en la posición de escolta.

## Trayectoria deportiva
Szuchman emigró a Israel junto a su familia en el año 2002.
En 2012, luego de dejar la cantera del Gilboa Maayanot, el escolta inició su carrera como baloncestista profesional firmando un contrato con el Hapoel Gilboa Galil. Recién el 11 de abril de 2013 haría su debut con el primer equipo en un partido contra el Elitzur Ashkelon. 
En la temporada 2014-15, sería cedido al Hapoel Afula B.C.
El 27 de agosto de 2015 Szuchman fue nombrado capitán del equipo del Hapoel Gilboa Galil, con el que ascendió a la Ligat ha'Al, después de derrotar a Ironi Kiryat Ata en las finales de la Liga Leumit. 
En 2018 fue nombrado mejor defensor de la temporada en la Ligat ha'Al, en las filas del Hapoel Gilboa Galil.
Szuchman abandonó al Hapoel Gilboa Galil el 25 de junio de 2019 -tras siete temporadas- y firmó un contrato de dos años con el Hapoel Tel Aviv, uniéndose a su exentrenador en jefe Ariel Beit-Halahmy.
En la temporada 2021-22, firma con el Hapoel Eilat B.C. de la Ligat ha'Al.
En la temporada 2022-23, firma por el Hapoel Be'er Sheva B.C. de la Ligat ha'Al de Israel.

## Selección nacional
Con la selección israelí jugó en categorías inferiores el Europeo Sub-18 de Macedonia en 2013, donde promedió 9.6 puntos, 4.1 rebotes y 2.2 asistencias, y el Europeo Sub-20 de Italia en 2015, con 3.3 puntos y 2.8 rebotes por encuentro.
En noviembre de 2017 hizo su debut en la selección de baloncesto de Israel, en un partido frente a Estonia en los clasificatorios para el Mundial de China 2019.
También ha jugado con la selección de baloncesto 3x3 de Israel a partir de 2022. 